# Euptychia argentella
Euptychia argentella är en fjärilsart som beskrevs av Butler och Druce 1872. Euptychia argentella ingår i släktet Euptychia och familjen praktfjärilar. Inga underarter finns listade i Catalogue of Life.